# يفراح نيعمان
يفراح نيعمان (بالإنجليزية: Yfrah Neaman) (13 فبراير 1923-4 يناير 2003)، عازف كمان في الحفلات وأستاذ.ولد في لبنان لأبوين يهود من فلسطين. درس في باريس، ثم استقر في لندن.
وتوفى في لندن.